# Mars 1954

## Évènements
- Xe conférence interaméricaine de Caracas. « Déclaration de solidarité pour le maintien de l’intégrité politique des États américains contre l’intervention du communisme international », voté à la demande des États-Unis contre l’avis de l’Argentine, du Mexique et du Guatemala.

- Découverte en France de pétrole à Parentis-en-Born[1].

- 1er mars : 
  - Le pape Pie XII interdit l’expérience des prêtres ouvriers, commencée en 1943..
  - Hachem al-Atassi retourne à Damas et reprend ses fonctions de président de la république syrienne.
  - Sabri al-Assali, un notable traditionnel, appuyé par la coalition du parti national et du parti du peuple, devient Premier ministre de Syrie. Il relance secrètement les négociations avec l’Irak sur les projets d’union, mais l’armée y est hostile. Son pouvoir est fragilisé par la forte opposition du Ba’th, du PPS, des communistes et des Frères musulmans.

- 1er mars - 22 avril : Opération Castle, série d'essais nucléaires sur l'atoll de Bikini.

- 4 mars : 
  - premier vol de l'intercepteur américain Lockheed F-104 Starfighter.
  - Todor Jivkov accède au pouvoir en république populaire de Bulgarie (1954-1989).

- 5 mars (Royaume-Uni) : débat sur la bombe H à la Chambre des communes. L’opposition travailliste demande à Winston Churchill d’intervenir auprès des États-Unis pour qu’ils cessent les essais de bombes thermonucléaires. Churchill refuse, estimant que ces essais augmentent les chances de paix dans le monde plutôt qu’elles ne les compromettent.

- 9 mars, France : début du débat sur l’Indochine à l’Assemblée nationale. Pierre Mendès France se prononce en faveur de négociation directes avec le Viêt-minh.

- 13 mars :
  - Guerre d'Indochine : début de la bataille de Điện Biên Phủ à 17:15 avec une préparation d'artillerie d'une puissance totalement imprévue par le commandement français, suivie d'un assaut massif des fantassins Viêt-Minh sur le point d'appui Béatrice, tenu par le III/13e DBLE (3e Bataillon de la 13e Demi-brigade de Légion étrangère) du chef de bataillon Paul Pégot, qui est tué avec son état-major par un coup direct d'artillerie sur son abri, dans les premières minutes du bombardement. Le point d'appui tombe dans la nuit, sans pouvoir être renforcé.
Un peu plus tard dans la même soirée, le lieutenant-colonel Gaucher, commandant du sous-secteur Centre est également tué dans son abri par un tir d'artillerie.
  - Création du KGB en URSS.

- 14 mars : (guerre d'Indochine) parachutage du 5e BPVN commandé par le Capitaine Botella sur le camp retranché de Dien Bien Phu
- 16 mars : (guerre d'Indochine) parachutage du 6e BPC commandé par le Commandant Bigeard sur le camp retranché de Dien Bien Phu
- 19 mars : premier vol de l'Auster AOP Mk 9

- 23 mars : 
  - l’abbé Pierre fonde les « Compagnons d'Emmaüs », communauté de chiffonniers qui construisent des logements pour les sans-abri.
  - Reprise de service pour les Comet de la BOAC.

- 28 mars : les nassériens lancent une grève générale en Égypte.

## Naissances
- 4 mars : 
  - Catherine O'Hara, actrice.
  - François Fillon, ex Premier Ministre français.
- 5 mars : João Lourenço, homme d'État angolais et président de la république d'Angola depuis 2017.
- 8 mars : Daniel Ducarme, homme politique belge
  - Nathalie Quintane, autrice française.
- 10 mars :
  - Didier Barbelivien, auteur, compositeur et interprète français.
  - Luc Dardenne, cinéaste belge.
  - Christian Montcouquiol dit « Nimeño II », matador français († 25 novembre 1991).
- 12 mars : Anish Kapoor, artiste britannique.
- 15 mars : François-Éric Gendron, acteur français.
- 17 mars : Joseph Bendounga, homme politique centrafricain († 5 janvier 2025).
- 18 mars : James F. Reilly, II, astronaute américain.
- 21 mars : Prayut Chan-o-cha, homme d’état thaïlandais et Premier ministre de Thaïlande de 2014 à 2022.
- 28 mars : Ja Song Nam, diplomate nord-coréen.

## Décès
- 17 mars : Victor Rousseau, sculpteur belge (° 15 décembre 1865).
- 31 mars : John Walter Jones premier ministre de l'Île-du-Prince-Édouard.